# Omer Bouchery
Omer Bouchery, né à Lille le 6 août 1882 et mort à Paris le 18 avril 1962, est un peintre, graveur et illustrateur français.

## Biographie
D'origine modeste, Omer Bouchery est le fils de Jules Bouchery, tanneur, et d'Élise Lefebvre, modiste. Il entre en 1896 à l'école des beaux-arts de Lille où il est l'élève de Pharaon de Winter et d'Alphonse Leroy qui l'initie à la gravure. En 1901, il continue sa formation à  l'école des beaux-arts de Paris dans l'atelier de Fernand Cormon et suit les cours du graveur Jules Jacquet. Il fréquente aussi l’atelier de son oncle, le sculpteur Hippolyte Lefebvre. Au titre de l'année scolaire 1907-1908, la ville de Lille lui octroie un subside.
Premier second prix de Rome en 1912, il est médaillé d'or au Salon des artistes français de 1914 et obtient une bourse de voyage par la Société française de gravure. Mais le projet de voyage est bloqué par sa mobilisation lors de la Première Guerre mondiale. 
Il poursuivra sa carrière en menant de front la création de gravures originales et l'illustration. Il pratique les techniques du burin, de la taille douce, de l'eau-forte et du vernis mou. Il réalise également des gravures sur bois. Paysagiste urbain et campagnard, il représente également avec verve des scènes de la vie lilloise.
En 1925, la Société des sciences de Lille diffuse à ses membres une de ses gravures représentant une maison située rue de l'Hôpital-Militaire, détruite lors du siège de Lille en 1914.
En 1930, il est nommé Rosati d'honneur.

## Œuvres

### Estampes
- Le Lavoir, 1916 ;
- Hygiène lilloise, 1927 ;
- Fillette au chevreau, 1931, burin, médaille d'honneur au Salon des artistes français ;
- Fantôme de Gloire, 1938, d' après André Leroux (1911-1997) ;
- Combat de coqs, 1932.

### Ouvrages illustrés
- Paul Parent, L'Architecture civile à Lille au XVIIe siècle, 1925 ;
- Anatole France, Le Lys rouge, 1926 ;
- Paul Parent, La Bourse de Lille, 1929 ;
- Auguste Angellier, À l'amie perdue, 1930 ;
- Abel Hermant, Souvenirs du vicomte de Courpière, 1931 ;
- Edme Boursault, Treize lettres amoureuses d'une dame à un cavalier, 1932 ;
- S. Renaux-Carpentier-Lecluselle, Appassionata, 1939 ;
- Pierre Darras, Spiritualité de Paris, 1941 ;
- Paul Parent, Les Vieux Hôpitaux de Paris, 1943 ;
- Léon Gosset, Les Vieux Hôtels de Paris, 1945 ;
- Léon Gosset, Sanctuaires du Moyen Âge à Paris, du XIIe siècle à la Renaissance, 1947 ;
- Marie Durand-Lefevre, Les Cathédrales : de Chartres à Beauvais, 1950 ;
- Paul Doncoeur, Jehanne La Pucelle, 1952 ;
- Les Fioretti de saint François d'Assise, 1955 ;
- Voyage aux Pyrénées, en Provence et en Corse, souvenirs de jeunesse de Flaubert, 1957 ;
- Kermario, ombre et clarté, préfacé par Camille Flammarion.

## Postérité
En 2014, le musée de l'Hospice Comtesse de Lille oraganise une exposition intitulée L'Été de la gravure, consacré à Omer Bouchery et Érik Desmazières,.

## Distinction
Un dossier de nomination au grade de chevalier de la Légion d'honneur existe à son nom (non consultable).